# Срань будущего: Прикзрак в мортпехах
«Срань будущего: Прикзрак в мортпехах» (англ. Edge of Tomorty: Rick Die Rickpeat) — первый эпизод четвёртого сезона американского мультсериала «Рик и Морти». Сценарий к эпизоду написал Майк Макмэхан, а режиссёром выступила Эрика Хейс.
Название эпизода отсылает к фильму и его слогану «Грань будущего: Живи. Умри. И снова» (2014).
Премьера эпизода состоялась 10 ноября 2019 года в блоке Adult Swim на Cartoon Network. Эпизод посмотрели около 2,3 миллиона зрителей во время выхода в эфир.

## Сюжет
Рик берёт Морти в путешествие на Форбодулон Прайм, чтобы собрать «кристаллы смерти» — кристаллическое вещество, которое позволяет человеку предвидеть его различные возможные смерти. Когда Морти держит кристалл, он представляет себе обычную смерть старика, которого утешает его давняя любовь — Джессика. Будучи преисполнен решимости воплотить это будущее в реальность, Морти следует видениям кристалла, чтобы направлять его на каждом этапе пути, и берёт на себя управление кораблём по пути домой. Это приводит к катастрофе, в которой умирает Рик, после чего появляется голографическая проекция Рика и инструктирует Морти, как вернуть его к жизни, используя ДНК из его трупа. Увидев через кристалл, что воскрешение Рика приведёт его к худшей смерти, Морти отказывается продолжать процесс и уходит домой один.
В то время как Голографический Рик изводит Морти, чтобы тот бросил кристалл и воскресил Рика, сознание Рика перемещается в клоны нескольких различных фашистских реальностей, заканчиваясь Осой Риком, который помогает ему вернуться домой и превратить его обратно в человека (неизвестными способами). Между тем, Морти всё больше увлекается руководством кристалла, слепо подчиняясь его подсказкам, украсть оружие из арсенала Рика и продолжать убийства. Он позволяет схватить себя, но избегает наказания, произнося предсмертные слова мужа судьи.
Рик и Оса Рик узнают о действиях Морти от Голографического Рика. Три Рика следуют за Морти, который с помощью феррожидкости превратился в чудовищную мерзость. Когда Морти спасают, Голографический Рик ассимилируется с жидкостью и пытается уничтожить оставшихся Риков и Морти, но его жалит и убивает Оса Рик. По прибытии домой Джерри и Бет отчитывают Рика за то, что тот превратил Морти в «Акиру», но Морти защищает его и берёт на себя полную ответственность за его действия. Рик и Морти соглашаются убрать разногласия в своих приключениях монологом.
В сцене после титров Морти подслушивает, как Джессика представляет себе свою будущую карьеру в качестве работника больницы, и понимает, что неверно истолковал видения кристалла. Когда Рик выходит из портала и просит Морти о помощи в другом приключении, Морти немедленно соглашается, к большому удивлению Рика.

## Отзывы
Зак Хэндлен из The A.V. Club дал эпизоду оценку A-, похвалив его как «примерно настолько близкий к прямому удару, на который способен сериал: Рик и Морти отправляются в приключение, вводится концепция, а затем происходит ужасное — последствия, которые продолжают нарастать, пока статус-кво не будет восстановлен». Джек Шеперд из GamesRadar+ дал эпизоду четыре из пяти звёзд, назвав его «определённо смелым открытием сезона» и похвалив заключительный монолог формулировки миссии на сезон, подобный монологу премьеры второго сезона. Джесси Шедин из IGN также похвалил его как самое сильного шоу на сегодняшний день, превознося сильный акцент на самом Морти, сказав, что он «помогает начать новый сезон на неотразимой, а временами даже душевной ноте». Лиз Шеннон Миллер из Vulture описала этот эпизод как «мрачное начало сезона» и отметила жестокую реальность, что фашизм стал «по умолчанию» для большей части мультивселенной.